# 維克托 (紐約州村)
維克托（英語：Victor）是位於美國紐約州安大略縣的村。

## 人口
根據2020年美國人口普查的數據，維克托的面積為3.54平方千米，皆為陸地。當地共有人口2744人，而人口密度為每平方千米775人。